# KV12
KV12 (z anglického King’s Valley 12) je označení staroegyptské hrobky nacházející se v Údolí králů. Hrobka byla postavena během 18. dynastie, avšak byla využívána i během dynastie devatenácté a dvacáté.
Hrobka má přímou strukturu, měří 92 m a obsahuje mnoho postranních komor. Vzhledem k tomu, že není hrobka KV12 vyzdobena a byla v minulosti kompletně vyloupena, je její přesný účel neznámý. Pravděpodobně sloužila pro pohřby členů královské rodiny. Během 20. dynastie se stavitelé královské hrobky KV9 omylem probourali do komory v zadní části této hrobky. Je proto možné, že hrobka byla vykradena již v této době.